# Laurens van Santen
Laurens van Santen (Amsterdam, 1 februari 1746 - Leiden, 10 september 1798) was een Nederlands classicus en rechtsgeleerde.

## Levensloop
Laurens van Santen werd geboren in Amsterdam als zoon van de koopman H. van Santen en  moeder A. Viruly. Daar werd hij opgeleid tot classicus en rechtsgeleerde. Als Neo-latijns dichter werd hij opgenomen in het genootschap Diligentiae Omnia, waar hij de klassieken met de moderniteit wist te verenigen. Hij werd opgeleid door Pieter Burman junior en vormde met hem een dichtclub die onder meer bestond uit Janus Helvetius, Gerard Hooft, zoon van de burgemeester en Pieter Nicolaas Arntzenius .Van Santen promoveerde in 1772 in Leiden in de rechten, waar hij ging wonen op de Oude Vest. Hij bleef repetitor omdat hij vanwege zijn remonstrantse geloofsovertuiging niet aan een universiteit mocht lesgeven. Hij stond in contact met een groot aantal geleerden in binnen- en buitenland, met name uit Duitsland, zoals blijkt uit zijn Album Amicorum. Hij correspondeerde onder meer met de Duitse dichter en filoloog F. Klopstock, de filosoof F. Hemsterhuis, de classicus J. de Bosch, filoloog I. Huschke, de Duitse dichteres Anna Louisa Karsch en de Nederlandse dichteres Lucretia van Winter-van Merken. Hij was een overtuigd Republikein en patriot. Ook was hij lid van de kring rondom hoogleraar Pieter Burman op Santhorst. Hij was lid van de genootschappen Concordia et Libertate in Amsterdam, van het vrijmetselaarsgenootschap La Vertu in Leiden, van het dichtgenootschap Kunst wordt door Arbeid Verkregen in Leiden en het genootschap Amicitia in Leiden. In 1784 trad hij toe tot de patriottische burgersociëteit Voor Vrijheid en Vaderland in Leiden.
Bij de Bataafse omwenteling van 1795 werd hij lid van de Leidse municipaliteit, waarin hij tot november 1797 actief bleef. Hij werd gekozen tot lid van de Nationale Vergadering, maar moest daar, vanwege zijn zwakke gezondheid, van afzien. In 1795 werd hij benoemd tot curator van de universiteit van Leiden. Samen met collega hoogleraar H.A. Schultens pleitte hij voor de invoering van de studie Nederlands op de universiteit. Hij zorgde voor de eerste leerstoel in de Nederlandse geschiedenis voor de Nederlandse taal en de benoeming van professor Siegenbeek op die leerstoel.

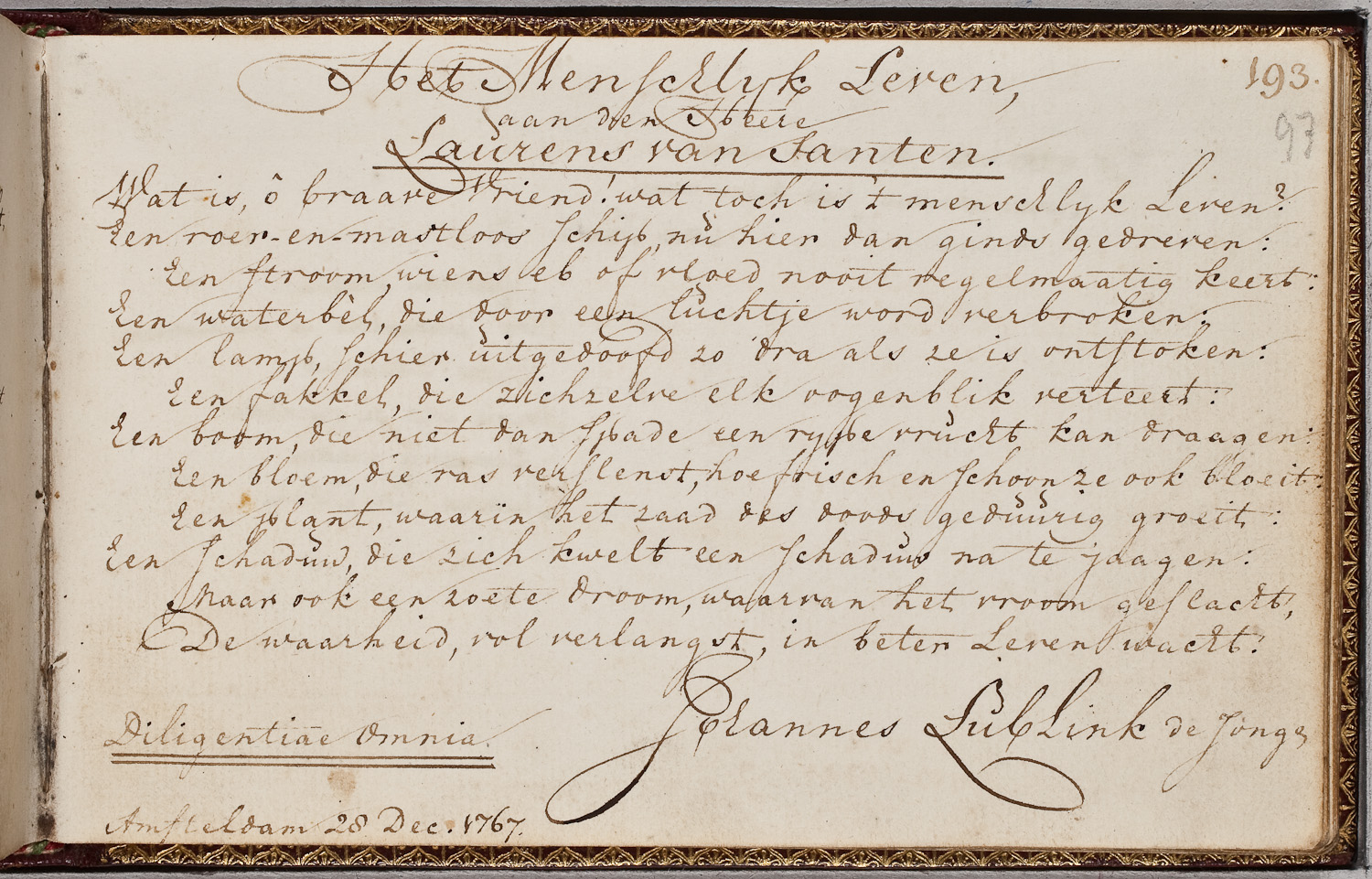

Omdat hij geen benoeming als geleerde aan een hogeschool of universiteit kreeg, leefde hij in betrekkelijk armoedige omstandigheden, waardoor hij het aangaan van een huwelijk niet aandurfde. Daar kwam nog bij dat zijn vader failliet ging en aan zware depressies leed. De zorg voor zijn vader nam hem gedurende lange tijd in beslag. Pas na 1795 durfde hij dat aan en trouwde hij met Catharina Bosch, met wie hij een zoon kreeg, Joannes Andreas, die in 1838 stierf. Laurens va Santen werd op 13-4-1798 begraven in Katwijk aan Zee.